# زیدشت
زیدشت اولین روستای شهرستان طالقان و یکی از مراکز اصلی جمعیت (دومین )در طالقان است. فاصله این روستا از اتوبان تهران-قزوین ۳۳ کیلومتر و از مرکز طالقان (شهرک) 8 کیلومتر است.
زیدشت را در دیرباز به نام زردشت مینامیدند و یکی از دلایل آن وسعت زمینهای کشاورزی زیاد به نسبت روستاهای دیگر طالقان و دیگری به عبارتی داشتن ذخایر غنی گنج بوده‌است.
هم اکنون با بستن سد طالقان تمامی آبیزار کنار رودخانه به زیر آب رفته و عملاً می‌توان گفت که کشاورزی و دامداری در زیدشت وجود ندارد .
استاد بزرگ موسیقی سنتی ایرانی،  درویش خان و آقای امیر غرقی و فاطمه احمدخان بیگی از مشاهیر محسوب می‌شوند.